# علي الزنكوي
علي الزنكوي (27 فبراير 1984) هو رامي مطرقة كويتي. أفضل مسافة سجلها في رمي المطرقة هي 79.74 مترًا، وحققها في سبتمبر 2009 في سيليه.
أُصيب الحكم هوانغ تشين هوا بكسر في ساقه إثر رمية خاطئة من الزنكوي خلال منافسات رمي المطرقة في دورة الألعاب الآسيوية 2023 في هانغتشو.